# Walckenaeria yunnanensis
Walckenaeria yunnanensis là một loài nhện trong họ Linyphiidae.
Loài này thuộc chi Walckenaeria. Walckenaeria yunnanensis được miêu tả năm 2001 bởi Xia et al..